# جان وای براون (سیاستمدار، متولد ۱۸۳۵)
جان وای براون (انگلیسی: John Y. Brown; ۲۸ ژوئن ۱۸۳۵ – ۱۱ ژانویهٔ ۱۹۰۴) سیاست‌مدار اهل ایالات متحده آمریکا بود.